# UFA-Pavillon am Nollendorfplatz

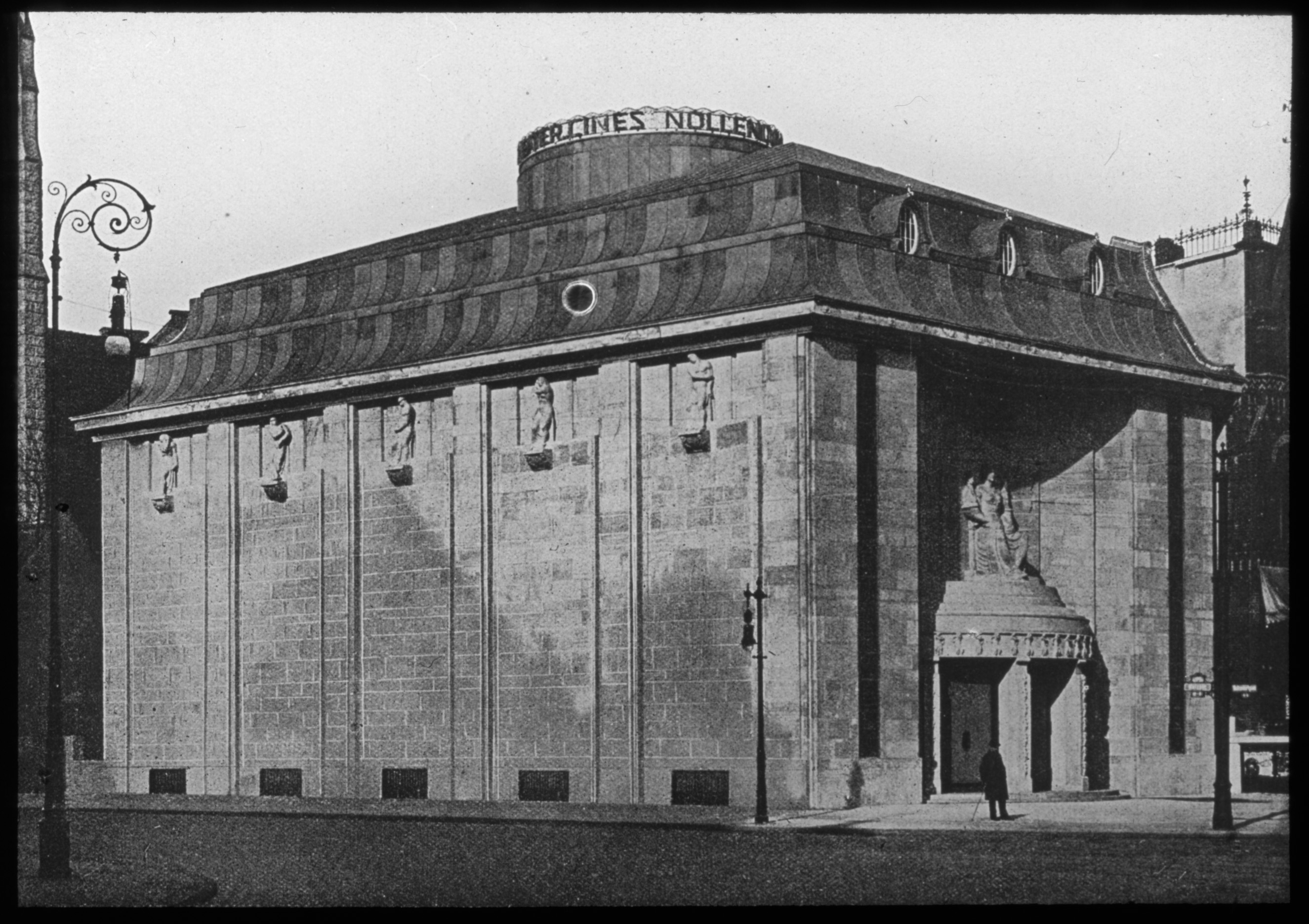
Lichtspielhaus „Cines“, 1913

Der Ufa-Pavillon am Nollendorfplatz war ein Lichtspieltheater in Berlin-Schöneberg. Das Gebäude wurde 1913 von der Deutschen Cines-Gesellschaft errichtet und als Lichtspieltheater Cines betrieben, bis es 1915 von der U.T.-Lichtspiele, der späteren Ufa, übernommen wurde, die es ab 1916 als Union und ab 1925 als Ufa-Theater Nollendorfplatz betrieb. 1927 erhielt es dann seinen Namen, den es bis zur Zerstörung 1943 beibehalten sollte.
Der Ufa-Pavillon war wie das Marmorhaus einer der frühesten Kinoneubauten in Berlin.

## Geschichte
Im Jahr 1913 ließ die Deutsche Cines-Gesellschaft am Nollendorfplatz in der damaligen Stadt Charlottenburg den ersten eigenständigen Kinoneubau Berlins errichten. Das monumentale Gebäude des Architekten Oskar Kaufmann hatte eine fensterlose Fassade und setzte dadurch einen städtebaulichen Akzent. In das Dach war ein großes kreisrundes Oberlicht eingebaut, das vollständig geöffnet werden konnte, sodass auch Vorstellungen unter freiem Himmel möglich wurden.
Der Kinematograph, eine Filmzeitschrift jener Zeit, schrieb zur Eröffnung, die am 19. März 1913 stattfand:

„Gegenüber dem ‚Mozartsaal‘ ist ein eigenartiges Gebäude entstanden, das schon von aussen durch seine fensterlose und doch vornehme, originell wirkende Fassade die Blicke der Passanten auf sich lenkt. Die von innen erleuchteten Glasmalereien, welche den einzigen Schmuck des Eingangs bilden, lassen durch ihre symbolischen Figuren die Bedeutung des Hauses erkennen: ein Kinotheater.
Der Innenraum wirkt für den ersten Augenblick beinahe überwältigend. Wer nicht weiss, dass er nach amerikanischem Muster hergerichtet ist, könnte meinen, hier einem völlig neuen Stile gegenüberzustehen. Neu ist er denn auch wirklich für Berlin und man muss es dem Architekten Oskar Kaufmann lassen, dass er es verstanden hat, etwas Hervorragendes und vor allen Dingen Zweckdienliches zu schaffen. Der in Elfenbeinfarbe gehaltene Raum ist völlig mit grauem Plüsch ausgelegt, von dem die violetten Klappsessel sich vorteilhaft abheben. Von den Decken herab ziehen sich prächtige, buntfarbige Reliefarabesken und von besonders hervorragender Schönheit sind die Beleuchtungskörper.
Das Theater zählt 850 Plätze, deren Preise sich zwischen 1 und 3 Mark bewegen und die sich auf Parkett, Rang und Logen verteilen. Die Treppe zum Rang führt nicht – wie beim deutschen Theater üblich – ausserhalb des Zuschauerraumes hinauf, sondern zu beiden Seiten des Parketts und bildet durch ihre in die Ranggalerie übergehende bogenartige Wölbung einen ganz eigenartigen Schmuck de Hauses. Alles ist streng modern, einfach und vornehm.“

Im Jahr 1916 wurde das Kino dem Namen der neuen Betreiber Union Theater Lichtspiele angepasst und hieß fortan Union. Jedoch schon 1925 erfolgte durch die Integration in die UFA-Filmgesellschaft die Umbenennung in Ufa-Theater Nollendorfplatz, um nur zwei Jahre später endgültig in Ufa-Pavillon am Nollendorfplatz umbenannt zu werden. Ab 1956 trug ein weiteres Kino in Berlin den Namen Ufa Pavillon (am Kurfürstendamm 225, später: Film Palast, heute: Astor).
Diese letzte Umbenennung erfolgte auch anlässlich der Aufführung des Films Metropolis von Fritz Lang. Der Film war jedoch ein kommerzielles Fiasko: Er wurde nach der Premiere am 10. Januar 1927 im Ufa-Palast am Zoo in nur einem einzigen Berliner Kino aufgeführt – dem UFA-Pavillon am Nollendorfplatz – und zog dort bis zum 13. Mai 1927 lediglich 15.000 Zuschauer an. Allerdings war es bis heute der einzige Ort, an dem dieser Film in seiner Originallänge von zweieinhalb Stunden gezeigt wurde.
Aber auch im UFA-Pavillon am Nollendorfplatz wurden Filme uraufgeführt. So am 12. November 1928 der deutsch-italienische Stummfilm Villa Falconieri, am 20. März 1928 die Winterolympiade-Dokumentation Das weiße Stadion und am 3. Oktober 1937 der Animationsfilm Reineke Fuchs. Allerdings auch der NS-Propagandastreifen Opfer der Vergangenheit am 14. April 1937.
Das Gebiet um den Nollendorfplatz mit dem UFA-Pavillon wurde 1938 aus dem Bezirk Charlottenburg in den Bezirk Schöneberg umgegliedert. Im Jahr 1943 wurde aufgrund der Kriegsschäden durch die alliierten Luftangriffe der Betrieb eingestellt und das Kino geschlossen. In den 1960er Jahren entstand auf der Grundfläche des ehemaligen Kinos (postalisch: Nollendorfplatz 3/4) ein zwölfgeschossiges Wohnhochhaus.

## Bilderserie

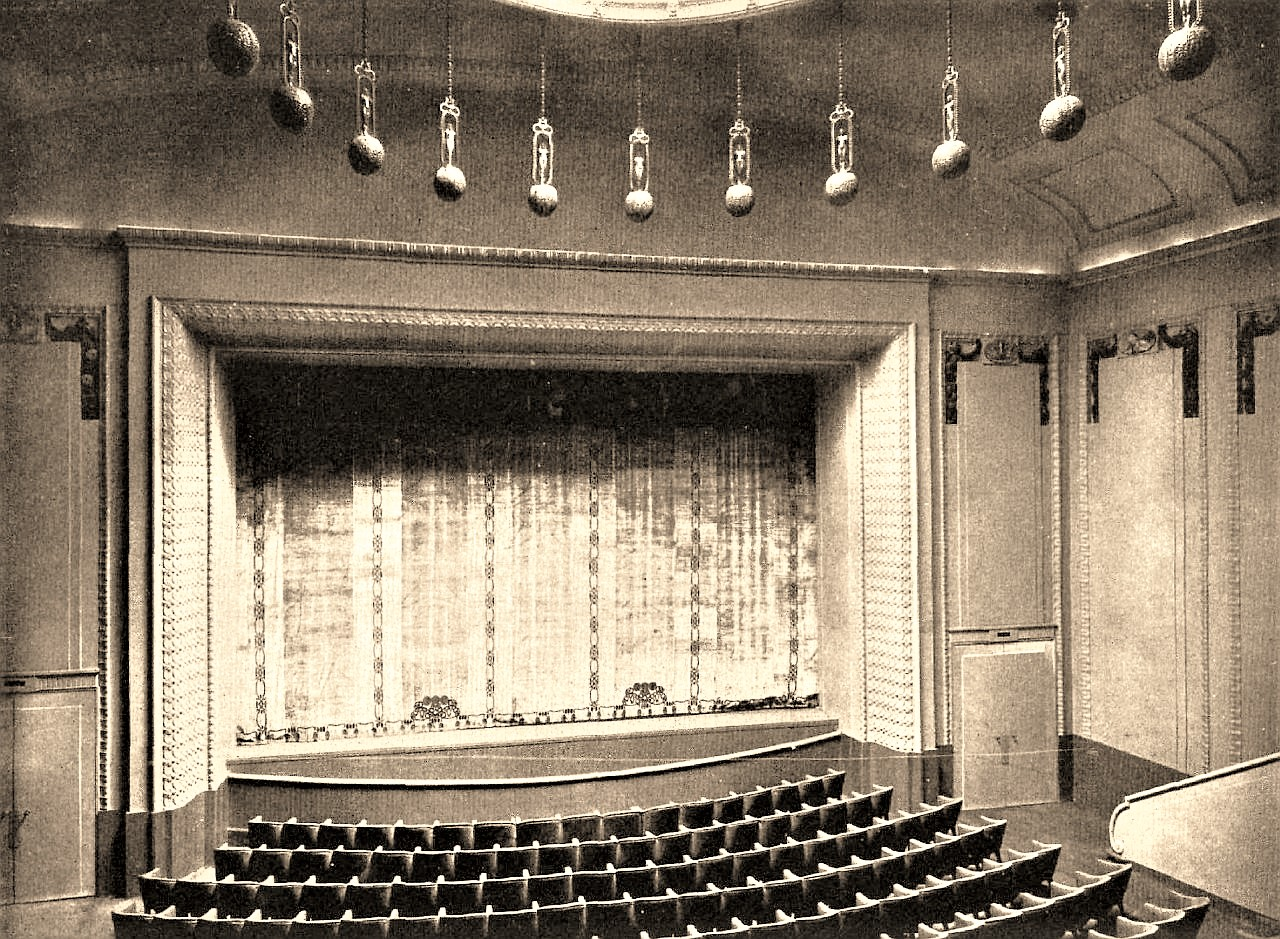
Cines Saal und Bühne, 1913
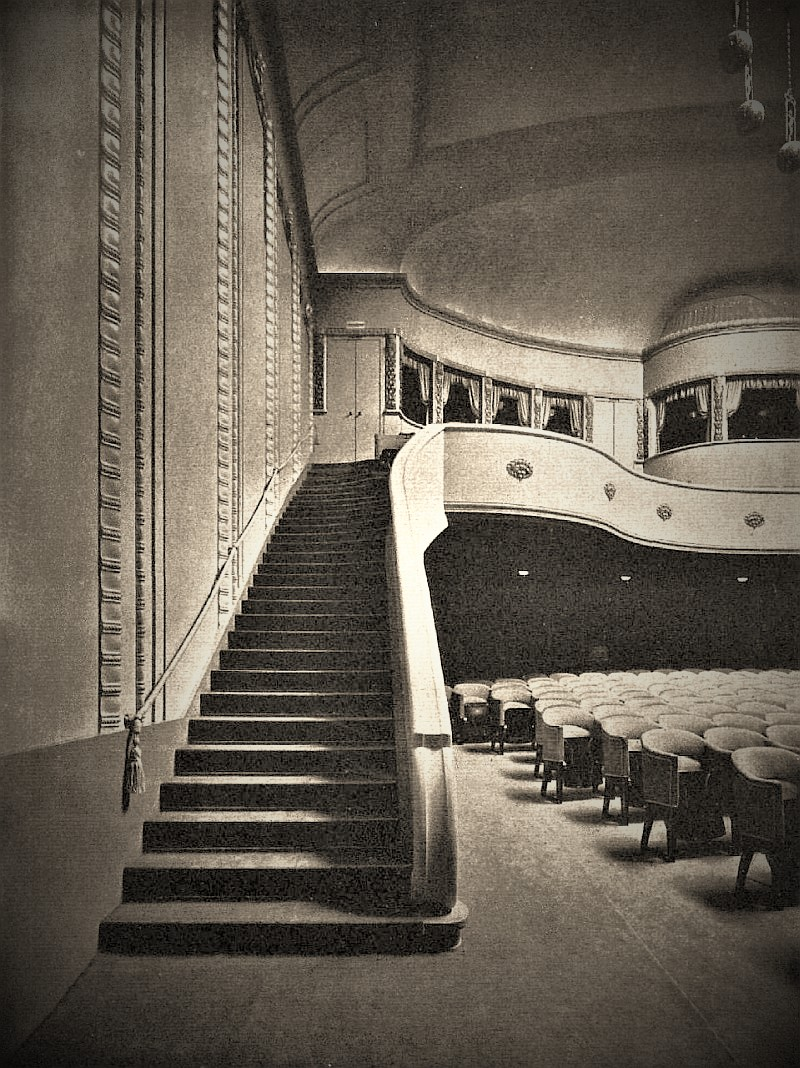
Aufgang vom Saal zu den Logen, Cines-Theater, 1913
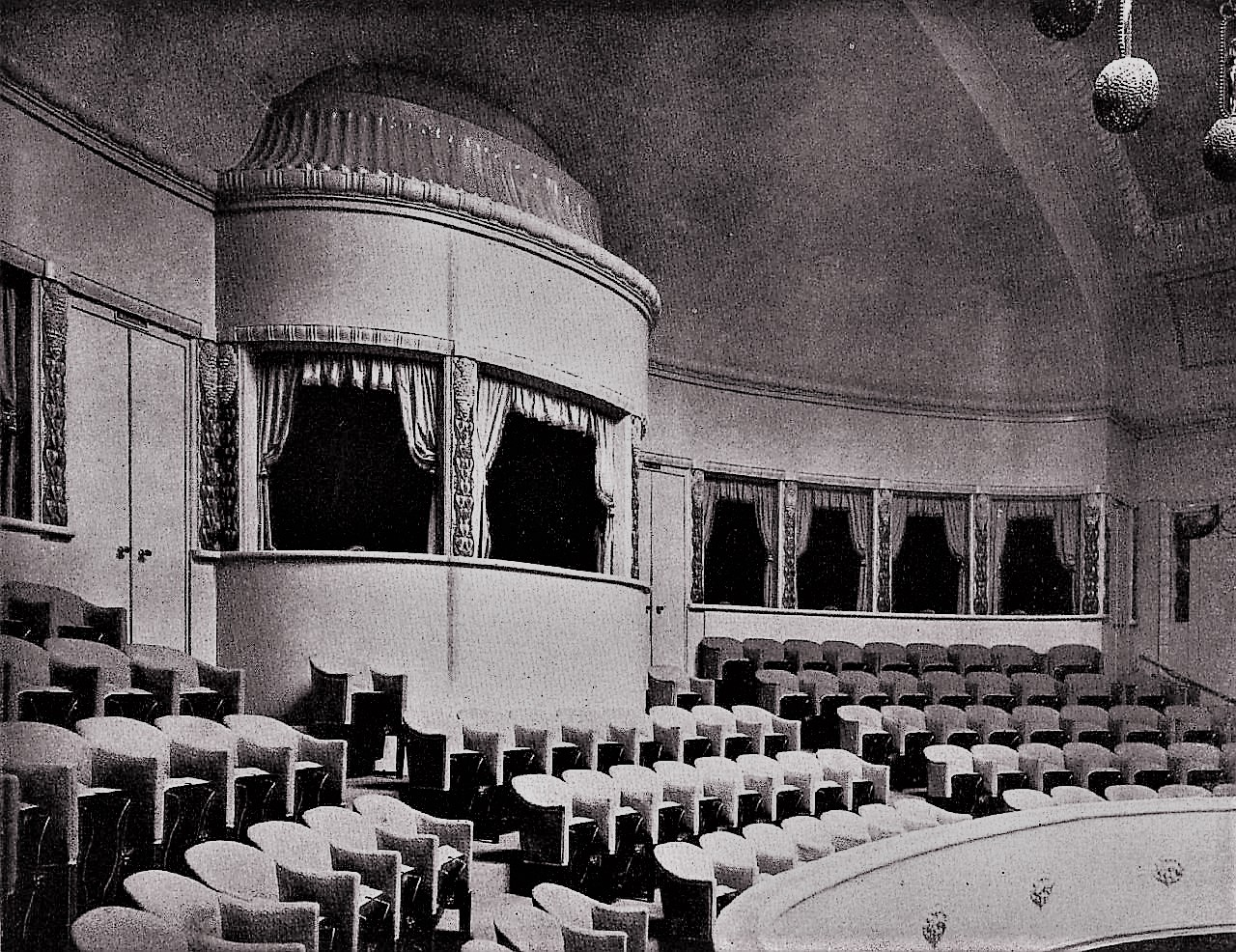
Balkon im Cines, 1913
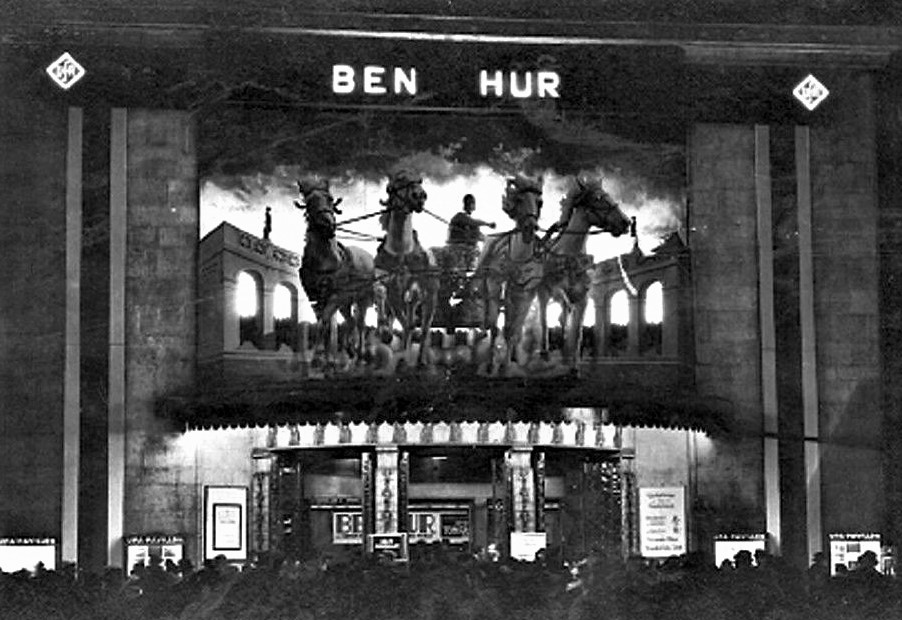
Eingang 1926 zum Film Ben Hur